# 洛布桑
洛布桑（法語：Lobsann）是法国下莱茵省的一个市镇，属于阿格诺-维桑堡区和赖什索芬县（Reichshoffen）。该市镇总面积2.73平方公里，2009年时的人口为603人。

## 人口
洛布桑人口变化图示